# Racing Murcia Fútbol Club
El Racing Murcia Fútbol Club es un club de fútbol de España que desde la temporada 2022-23 juega en Las Torres de Cotillas. Fue fundado en 2013 y compitió por primera vez en 2014. En 2020 logró ascender a Tercera División.
La temporada 2023-24 fue la última en la que compitió, tras no inscribirse en Primera Autonómica en la temporada 2024-25 al descender por arrastre debido al descenso del equipo del que era dependiente, Racing Cartagena Mar Menor FC, a la Preferente Autonómica.

## Historia
Es un club creado el 1 de septiembre de 2013, aunque no comenzó a competir hasta el 2014. En su primera temporada el equipo actuaba como filial del Montecasillas FC, jugando sus partidos en el campo municipal de Casillas. Al finalizar la temporada se convierte en equipo independiente y asciende a Primera Autonómica. En el año 2016, el DITT Redmovil AD asciende a Preferente para ocupar la plaza del Beniaján CF y cambia su nombre a Racing Murcia City, jugando sus partidos en el municipal José Barnés de la capital murciana.
En el año 2017 volvería a convertirse en equipo filial, esta vez del Real Murcia CF, convirtiéndose en su tercer equipo o equipo "C". La temporada siguiente deja de ser su equipo filial y a comienzos del 2019 presentan oficialmente el proyecto deportivo de Racing Murcia FC. El equipo, al mando del entrenador David Vidal, logró el ascenso a Tercera División en 2020.
El conjunto de la capital de la Región, dirigido por el veterano David Vidal, ocupaba cuando se decretó el confinamiento la primera plaza con 67 puntos, merced a 21 partidos ganados, 4 empatados y solo 2 partidos perdidos.
Para la temporada 2020-21, el Racing Murcia cambia de sede para marcharse a la pedanía de Dolores de Pacheco, situada en Torre Pacheco para disfrutar de unas mejores instalaciones, con un campo de juego de césped natural.
El dueño del equipo es Morris Pagniello, un exjugador de fútbol italiano nacido en Australia que ejerce como representante de futbolistas y posee una escuela de fútbol internacional llamada Genova International School of Soccer, en la que surtiría al conjunto murciano de jugadores internacionales como Archie Thompson.
En julio de 2020 se anuncia la creación del Racing City Group, que comprende  Racing Capri, Racing Murcia, Racing Sacramento y otros más equipos participantes en la UPSL y que cuentan con colaboradores como Rubén de la Red, Marco Materazzi, Roberto Carlos, Edwin Congo y Fernando Morientes.
Desde la temporada 2022-23 el club juega los partidos como local en el estadio municipal Onofre Fernández Verdú de Las Torres de Cotillas.
En verano de 2023, tras el adquisición del Mar Menor FC por parte del grupo Racing City Group, propiedad de Morris Pagniello, el Racing Murcia se convirtió en su equipo dependiente. Durante la temporada 2023-24, el club pasó por una crisis económica que lo llevó a no seguir compitiendo en la próxima temporada.

## Presidentes
- 2017-2018:  Patricia Eloísa López Morte
- 2018-2019:  Anas Riachi
- 2019-2020:  Agustín Ramos
- 2020-2021:  Morris Pagniello
- 2021-2022:  Steve Nijjar
- 2022-2023:  José Luis Móntelongo
- 2024:  Javier Antonio Ruiz Anitua

## Uniforme
- Uniforme titular: Camiseta roja y granate, pantalón rojo y granate, medias granate.
- Uniforme alternativo: Camiseta azul, pantalón azul, medias azules.

### Evolución del uniforme
| 2014 - 2015 | 2015 - 2016 | 2016 - 2017 | 2017 - 2018 | 2018 - 2019 |

| 2019 - 2020 | 2020 - 2021 | 2021 - 2022 | 2022 - 2023 | 2023 - 2024 |

### Proveedores
- 2014-2015:  Joma
- 2015-2016: Desconocido
- 2016-2017:  SACER
- 2017-2018:  Umbro
- 2018-2019: Desconocido
- 2019-2020:  Nike
- 2020-2021:  Kelme
- 2021-2022:  Givova
- 2022-2024:  Joma

### Patrocinadores principales
- 2014-2015:  Redmovil
- 2015-2016: Ninguno
- 2016-2021:  Fibranet
- 2021-2022:  Genova International
- 2022-2023: Ninguno
- 2023-2024:  Racing City Group

## Estadio
El estadio municipal Onofre Fernández Verdú es de césped artificial de última generación y tiene una capacidad para unos 1000 espectadores. Situado en el Polígono S-6 de Las Torres de Cotillas.

## Datos del club

### Estadísticas en la Liga española
- Temporadas en Tercera Federación (3): 2021-22, 2022-23, 2023-24.
- Temporadas en Tercera División (1): 2020-21.
- Temporadas en Preferente Autonómica (4): 2016-17, 2017-18, 2018-19, 2019-20.
- Temporadas en Primera Autonómica (1): 2015-16.
- Temporadas en Segunda Autonómica (1): 2014-15.

### Estadísticas enCopa del Rey
- Participaciones: 1
- Mejor clasificación: Sesentaicuatroavos de final (Temporada 2020-21)

### Trayectoria histórica
| \| Temporada \| Categoría \| Posición \| Pts \| PJ \| PG \| PE \| PP \| GF \| GC \| Copa del Rey \| Copa RFEF \| \| --------- \| --------------------- \| -------- \| --- \| -- \| -- \| -- \| -- \| --- \| -- \| ------------ \| ----------------------------- \| \| 2014-15 \| Segunda Autonómica \| 1.º \| 77 \| 30 \| 25 \| 2 \| 3 \| 132 \| 39 \| - \| - \| \| 2015-16 \| Primera Autonómica \| 7.º \| 52 \| 34 \| 14 \| 10 \| 10 \| 68 \| 59 \| - \| - \| \| 2016-17 \| Preferente Autonómica \| 13.º \| 39 \| 34 \| 10 \| 9 \| 15 \| 64 \| 73 \| - \| - \| \| 2017-18 \| Preferente Autonómica \| 15.º \| 32 \| 34 \| 8 \| 8 \| 18 \| 46 \| 59 \| - \| - \| \| 2018-19 \| Preferente Autonómica \| 4.º \| 60 \| 34 \| 18 \| 6 \| 10 \| 67 \| 43 \| - \| - \| \| 2019-20* \| Preferente Autonómica \| 1.º \| 67 \| 27 \| 21 \| 4 \| 2 \| 76 \| 23 \| - \| - \| \| 2020-21 \| Tercera División \| 5.º \| 46 \| 26 \| 12 \| 10 \| 4 \| 30 \| 12 \| 1/64 \| - \| \| 2021-22 \| Tercera RFEF \| 3.º \| 57 \| 34 \| 15 \| 12 \| 7 \| 48 \| 27 \| - \| - \| \| 2022-23 \| Tercera Federación \| 4.º \| 53 \| 30 \| 16 \| 5 \| 9 \| 42 \| 30 \| - \| - \| \| 2023-24 \| Tercera Federación \| 10.º \| 40 \| 34 \| 11 \| 7 \| 16 \| 36 \| 51 \| - \| Subcampeón de Fase Autonómica \| *La temporada 2019-20 fue suspendida por la pandemia mundial de COVID-19 |                       |          |     |    |    |    |    |     |    |              |                               |
| Temporada | Categoría             | Posición | Pts | PJ | PG | PE | PP | GF  | GC | Copa del Rey | Copa RFEF                     |
| 2014-15 | Segunda Autonómica    | 1.º      | 77  | 30 | 25 | 2  | 3  | 132 | 39 | -            | -                             |
| 2015-16 | Primera Autonómica    | 7.º      | 52  | 34 | 14 | 10 | 10 | 68  | 59 | -            | -                             |
| 2016-17 | Preferente Autonómica | 13.º     | 39  | 34 | 10 | 9  | 15 | 64  | 73 | -            | -                             |
| 2017-18 | Preferente Autonómica | 15.º     | 32  | 34 | 8  | 8  | 18 | 46  | 59 | -            | -                             |
| 2018-19 | Preferente Autonómica | 4.º      | 60  | 34 | 18 | 6  | 10 | 67  | 43 | -            | -                             |
| 2019-20* | Preferente Autonómica | 1.º      | 67  | 27 | 21 | 4  | 2  | 76  | 23 | -            | -                             |
| 2020-21 | Tercera División      | 5.º      | 46  | 26 | 12 | 10 | 4  | 30  | 12 | 1/64         | -                             |
| 2021-22 | Tercera RFEF          | 3.º      | 57  | 34 | 15 | 12 | 7  | 48  | 27 | -            | -                             |
| 2022-23 | Tercera Federación    | 4.º      | 53  | 30 | 16 | 5  | 9  | 42  | 30 | -            | -                             |
| 2023-24 | Tercera Federación    | 10.º     | 40  | 34 | 11 | 7  | 16 | 36  | 51 | -            | Subcampeón de Fase Autonómica |

## Jugadores

### Plantilla y cuerpo técnico 2023-24
Última plantilla del Racing Murcia FC

## Entrenadores

### Cronología de los entrenadores
- 2018-2019:  Gustavo Cantabella
- 2019-2020:  David Vidal
- 2020-2021:  Antonio Pedreño
- 2021:  Esteban Becker
- 2021-2022:  José Luis Acciari
- 2022-2023:  Jorge Perona
- 2023:  Piero Lo Gatto
- 2024:  Víctor Guirao

## Directivos
- Presidente:  Javier Antonio Ruiz Anitua
- Vicepresidente:  Rubén Corona
- Board Member:  Morris Pagniello
- Buscador de talentos:  Edwin Congo

## Palmarés

### Campeonatos autonómicos
- Regional Preferente Murciana (1): 2019-20.[9]
- Segunda Regional Murciana (1): 2014-15 (Como DiTT Redmóvil).[10]
- Subcampeón de la Copa de la Real Federación Española de Fútbol (Fase murciana) (1): 2023-24.